# Thomas Clausi
Thomas Clausi, né le 3 mars 2001, est un entrepreneur français. Incarcéré fin 2021, il est condamné en 2022 à 18 mois de prison et à environ 3.4 millions d'euros d'amende au Maroc pour escroquerie.

## Biographie
Clausi est originaire de Moselle. Il étudie au lycée Georges de La Tour (Metz). Il s'installe au Maroc en 2019à 18 ans, après avoir obtenu son baccalauréat, avec pour projet de créer une néo-banque en Afrique : Africa Pay. Selon les dire de Clausi sur BFM Business, la néo-banque panafricaine aurait atteint 5 milliards d'euros de valorisation.

## Affaires judiciaires
À la suite d'une plainte pour escroquerie déposée par une francaise residente à Casablanca, qui lui a vendu une Ferrari contre un paiement en Bitcoin, il est incarcéré depuis le 23 décembre 2021. Clausi est condamnée le 20 octobre 2022 après un report à 16 reprise du procès.
En mai 2023, le tribunal marocain confirme sa condamnation à 18 mois de prison, après avoir acheté une Ferrari à 400 000 euros avec des Bitcoins,,. Il est reconnu coupable d'escroquerie et d'usage illégal de cryptomonnaie. Il s'acquitte également d'une amende d'environ 3.4 millions d'euros. Durant son audition, il déclare : « Je ne savais pas que l'usage de cryptomonnaie était interdit au Maroc. Et j'insiste surtout sur le fait que toutes ces transactions ont été faites en France ». La plainte est jugée abusive selon son avocat.
Une autre plainte est déposée par un marocain qui l'accuse de l'avoir escroqué en lui donnant un chèque sans provision au nom d'une tierce personne, pour s'offrir 3 montres de luxe. En première instance, le tribunal le condamne à dédommager le propriétaire des montres à près de 3 900 euros.